# Craterul Piccaninny

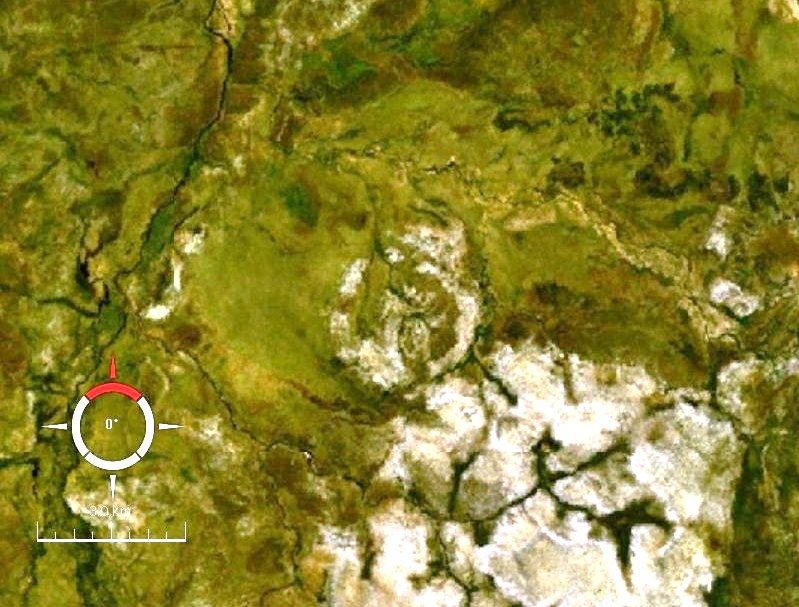
Imagine Landsat a Craterului Piccaninny.

Piccaninny este un crater de impact meteoritic situat în Australia de Vest.

## Date generale
Acesta are un diametru de aproximativ 7 kilometri și are vârsta estimată la aproximativ 360 milioane de ani (Devonian).